# Alien Storm
Alien Storm est un jeu vidéo d'action de type beat them all développé et édité par Sega, sorti en 1990 sur borne d'arcade. Le jeu a été adapté en 1991 sur consoles Master System et Mega Drive et micro-ordinateurs Amiga, Atari ST, Commodore 64, Amstrad CPC et ZX Spectrum.
Le jeu est inclus dans la compilation Sega Mega Drive Ultimate Collection, disponible sur Xbox 360 et PlayStation 3.

## Système de jeu
Le jeu propose d'incarner 3 personnages : un robot (Scooter ou Slammer, selon les versions), un homme (Garth ou Gordon) et enfin une femme (Karen ou Karla). Ils sont respectivement armés d'un fouet électrique pour le robot, d'un fusil lance-éclairs pour l'homme et d'un lance-flamme pour la femme.
Le jeu comporte 8 niveaux dans la version Mega Drive (6 dans les autres) dans lesquels le joueur doit affronter une multitudes d'aliens, des plus petits aux plus grands, le dernier niveau se passant à l'intérieur d'un vaisseau alien biomécanique. La jauge de vie des personnages est grande mais celle de l'énergie est très courte (les personnages n'ayant pas de munitions illimitées).

## À noter
- C'est le deuxième jeu d'arcade de Sega à être développé sur Sega System 18.
- Les portages sur micro-ordinateurs ont été réalisés par Tiertex et édités par U.S. Gold.